# شورش سانبتسوشو

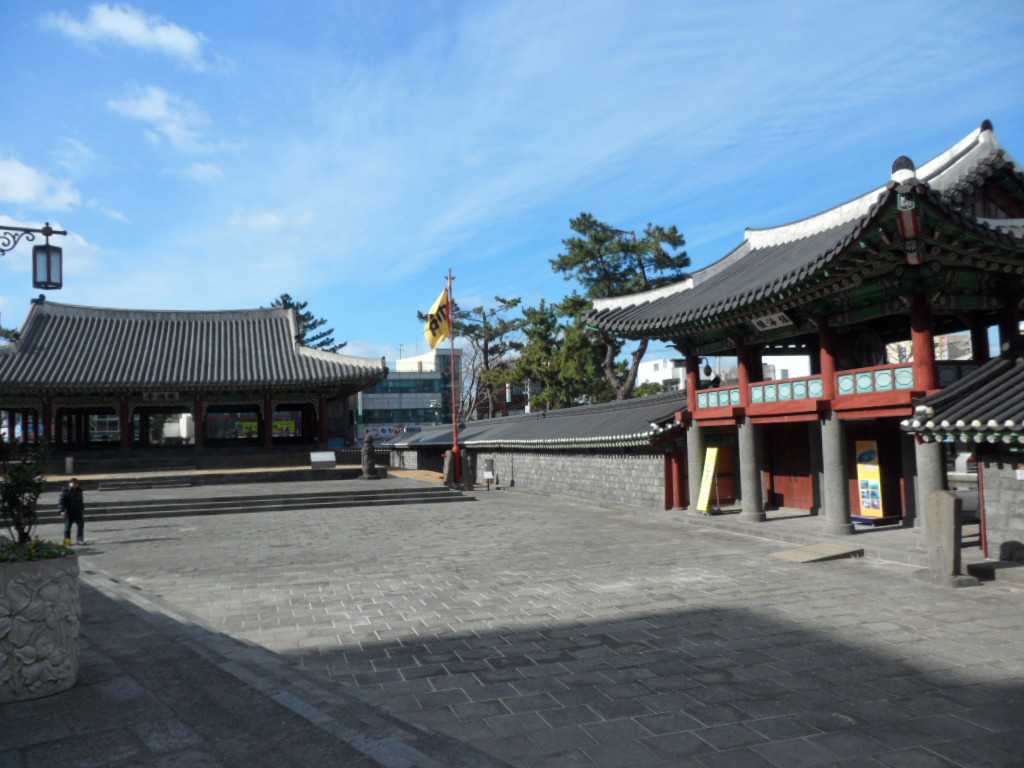
غرفه گواندئوک جونگ و دفتر Jeju Mok واقع در ججو، کره جنوبی.

شورش سانبتسوشو شورشی در کشور کره علیه سلسله گوریو بود که در آخرین مرحله از حمله مغول به کره رخ داد. این شورش توسط امپراتوری گوریو و دودمان یوان سرکوب شد.